# Bồ đề (Moraceae)
Bồ đề hay còn gọi cây đề, cây giác ngộ (danh pháp khoa học: Ficus religiosa) là một loài cây thuộc chi Đa đề (Ficus) có nguồn gốc ở Ấn Độ, tây nam Trung Quốc và Đông Dương, về phía đông tới Việt Nam. Nó là một loài cây rụng lá về mùa khô hoặc thường xanh bán mùa, cao tới 30 m và đường kính thân tới 3 m.
Lá của chúng có hình trái tim với phần chóp kéo dài đặc biệt; các lá dài 10–17 cm và rộng 8–12 cm, với cuống lá dài 6–10 cm. Quả của cây bồ đề là loại quả nhỏ giống quả vả đường kính 1-1,5 cm có màu xanh lục điểm tía.

## Tín ngưỡng, tôn giáo

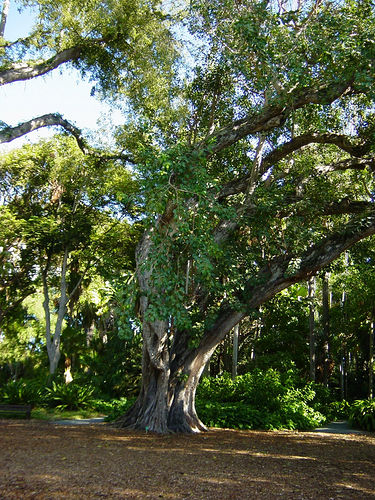
Hậu duệ trực tiếp do sinh sản vô tính của cây Bồ-đề tại Bồ-đề đạo trường (bodhgayā, buddhagayā), được trồng tại vườn bách thảo Foster ở Honolulu, Hawaii

Cây Bồ-đề được gọi trong một số ngôn ngữ khác là cây Bo, Pipul hay Aśvattha, Assattha (tiếng Pali). Từ Aśvattha là tiếng Phạn; Śvaḥ có nghĩa là "ngày mai", a chỉ sự phủ nhận, và tha có nghĩa là "người hay vật dừng lại hay tồn tại". Nhà triết học nổi danh thuộc hệ phái Advaitavedānta (Bất nhị phệ-đà) là Śaṅkara diễn giải tên gọi này là "Người hay vật không thể tồn tại giống như thế vào ngày mai", cũng giống như toàn thể vũ trụ.
Loài cây này được cho là thiêng liêng bởi những người theo Ấn Độ giáo, Kì-na giáo và Phật giáo. Tương truyền thái tử Tất-đạt-đa Cồ-đàm ngồi thiền định dưới một gốc cây như vậy và đạt giác ngộ, trở thành một vị Phật. Qua đó mà cây này có tên bồ đề, vì Bồ-đề có nghĩa là Giác ngộ.
Hiện tại người ta có thể chiêm ngưỡng một cây Bồ-đề rất lớn tại chùa Đại Bồ-đề (Mahābodhi) tại Bồ-đề đạo trường (Bodhgayā), khoảng 96 km (60 dặm) từ Patna thuộc bang Bihar) của Ấn Độ. Đây là con của cây Bồ-đề mà ngày xưa Phật Thích-ca Mâu-ni đã ngồi thiền định 49 ngày sau khi thành tựu Vô thượng chính đẳng chính giác. Cây này là điểm dừng chân của những người hành hương, là tụ điểm quan trọng nhất trong bốn khu vực thiêng liêng đối với những người theo đạo Phật.
Cây Bồ-đề thời Phật thành Đạo đã bị vua Bengal là Śaṣaṅka phá hủy hồi thế kỉ thứ 7. Cây con được trồng kế nó cũng bị bão thổi trốc gốc năm 1876. Cây con ngày nay được lấy từ một nhánh của cây Bồ-đề gốc được vua A-dục tặng vua Tích Lan vào khoảng 288 TCN. Nó mang tên Śrī Mahā ("điềm lành và to lớn"). Ngày nay, tại cố đô Anurādhapura của Tích Lan (Sri Lanka), cây Bồ-đề đó vẫn còn xanh tốt và thời điểm trồng này làm cho nó trở thành cây già nhất trong số các thực vật có hoa có thể kiểm chứng được tuổi.

## Trong văn học
"Cây đa, cây đề" là chỉ những người đã có tên tuổi thành danh.

## Tên gọi trong các ngôn ngữ khác nhau

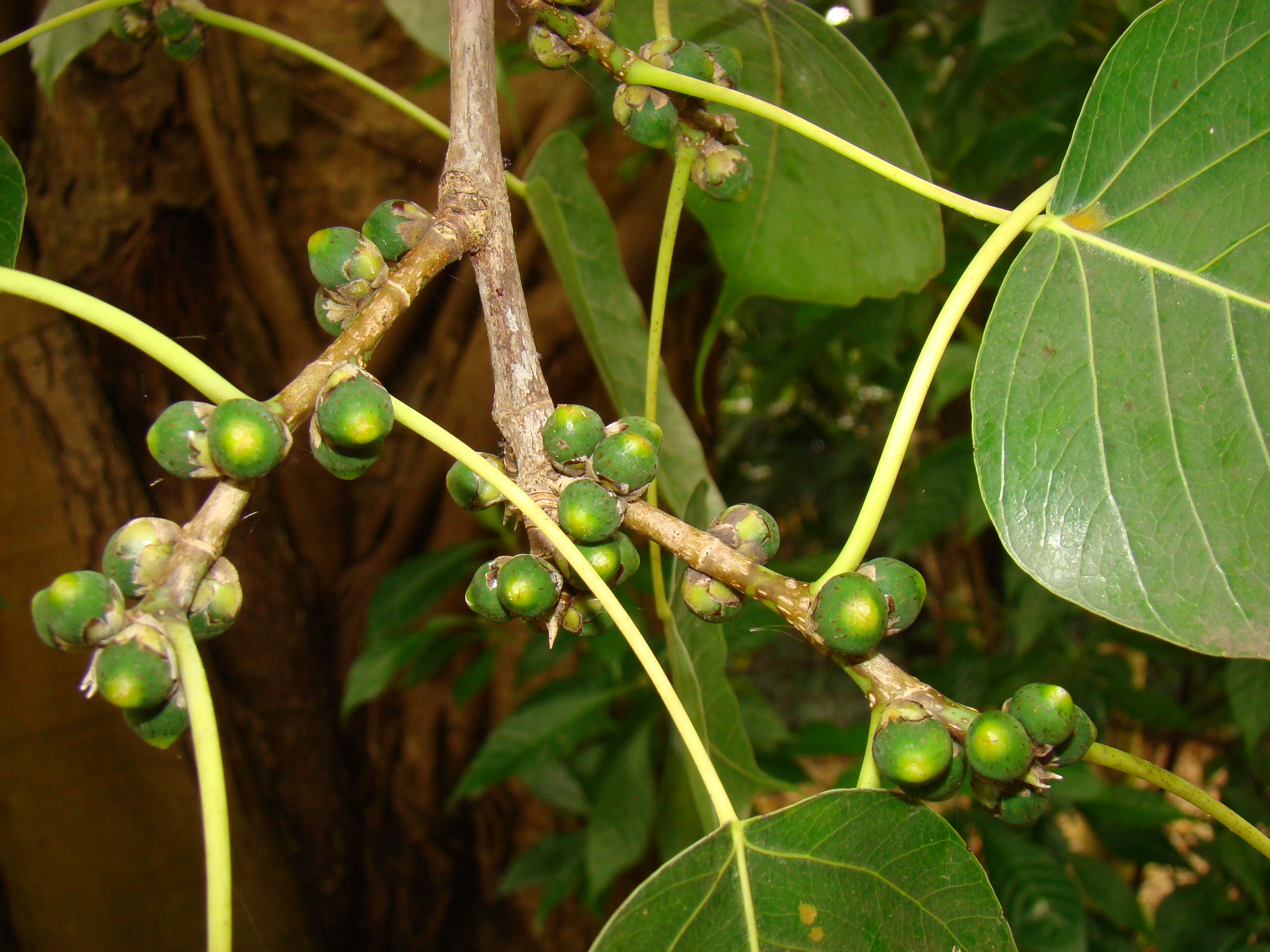
Example of fruits

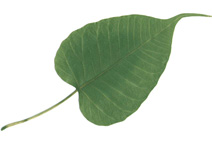
Typical shape of the leaf of the Ficus religiosa

- Tiếng Việt — bồ-đề
- Tiếng Kannada — araLi mara ಅರಳಿ ಮರ
- Tiếng Malayalam — അരയാല് arayaal
- Tiếng Tamil — அரசு, அரச மரம் arasa maram (Literally "king" or "king's tree"; arasu or arasan is Tamil for "king")
- Tiếng Telugu — రావి చెట్టు raavi chettu
- Tiếng Bengal — অশ্বথ, i.e. ashwath, পিপুল, i.e. pipul
- Tiếng Bhojpuri — pippar
- Tiếng Gujarati — પિપળો (pipdo)
- Tiếng Hindi - Peepal - पीपल
- Tiếng Konkani — pimpalla rook/jhadd
- Tiếng Mahal — އަޝްވަތި ގަސް (aśvati gas)
- Tiếng Maithili (मैथिली) — पीपर (peepar)
- Tiếng Marathi — पिंपळ pimpaL (where L is as in for example Nagold)
- Tiếng Nepal (नेपाली) — पीपल (peepal or pipal)
- Tiếng Odia — ଅଶ୍ୱତ୍ଥ (ashwatth)
- Tiếng Pali — assattha; rukkha
- Tiếng Punjab — Pippal - ਪਿੱਪਲ/ پپل
- Tiếng Phạn — अश्वत्थः aśvatthaḥ vṛksha, pippala vṛksha (vṛksha means "tree")
- Tiếng Sinhala — ඇසතු esathu
- Tiếng Urdu — peepal پیپل
- Tiếng Nhật — 印度菩提樹 (Indo bodaiju?)
- Tiếng Triều Tiên —보리수 (bolisu); 菩提樹
- Tiếng Tây Ban Nha Cuba - alamo
- Tiếng Tagalog - ballete
- Tiếng Miến Điện — ဗောဓိညောင်ပင် (Bodhi nyaung pin), ဗောဓိပင် (Bodhi pin)
- Tiếng Hoa — 菩提樹 (pútíshù, bodhi tree)
- Tiếng Thái — โพธิ์ (pho)

## Ảnh

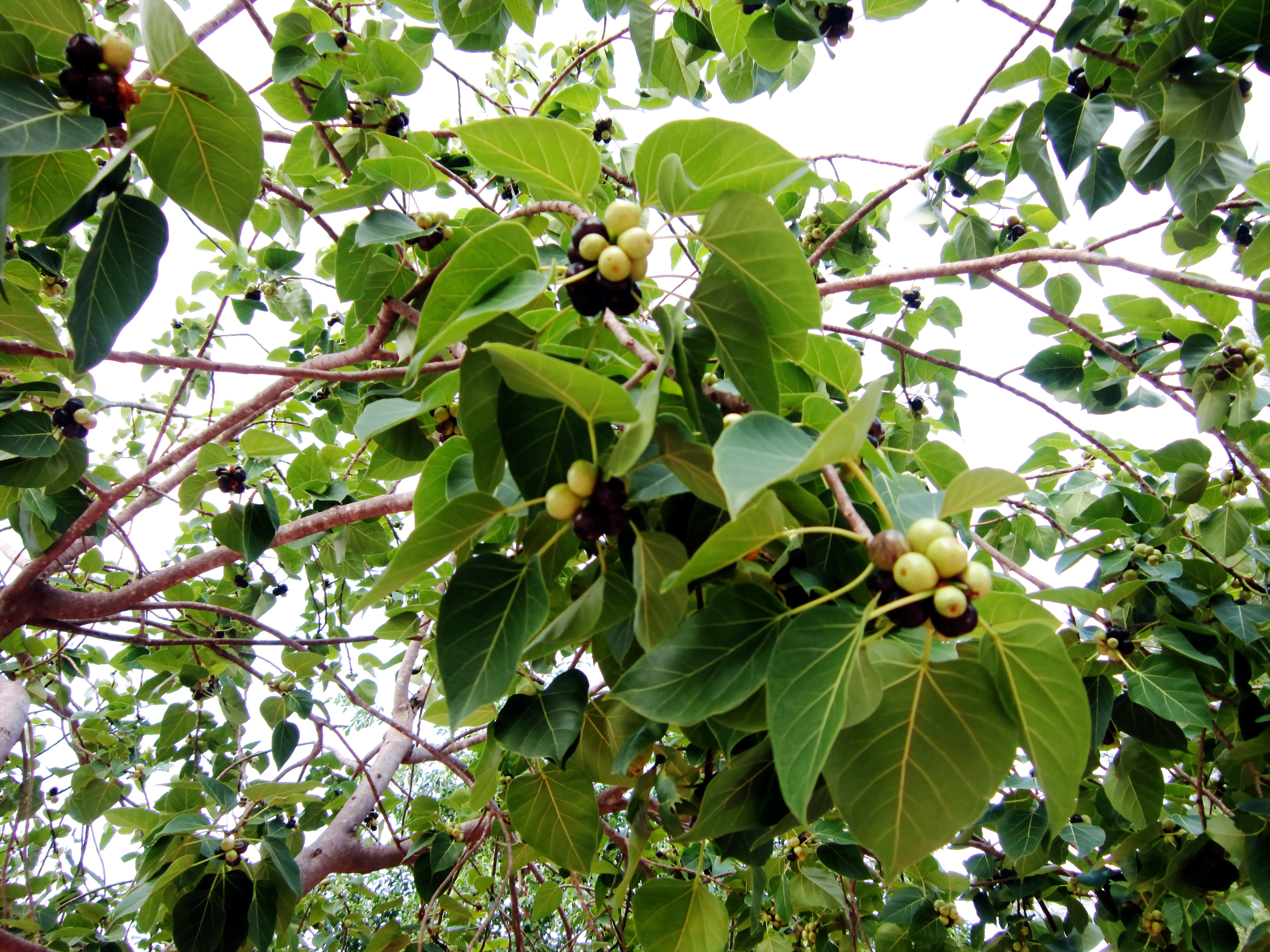
Lá và quả bồ đề.
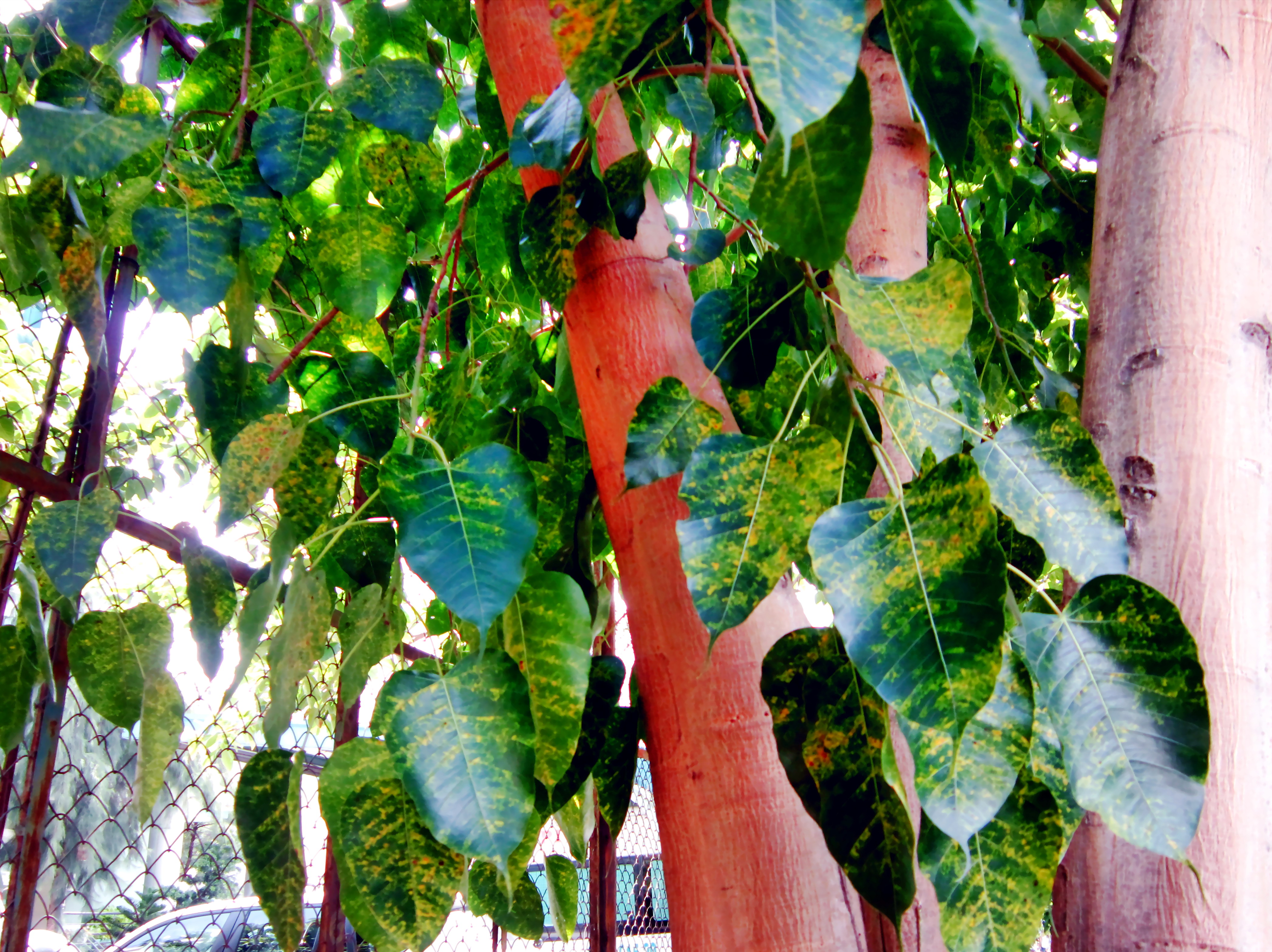
Lá bồ đề đã già nên có chút úa vàng.
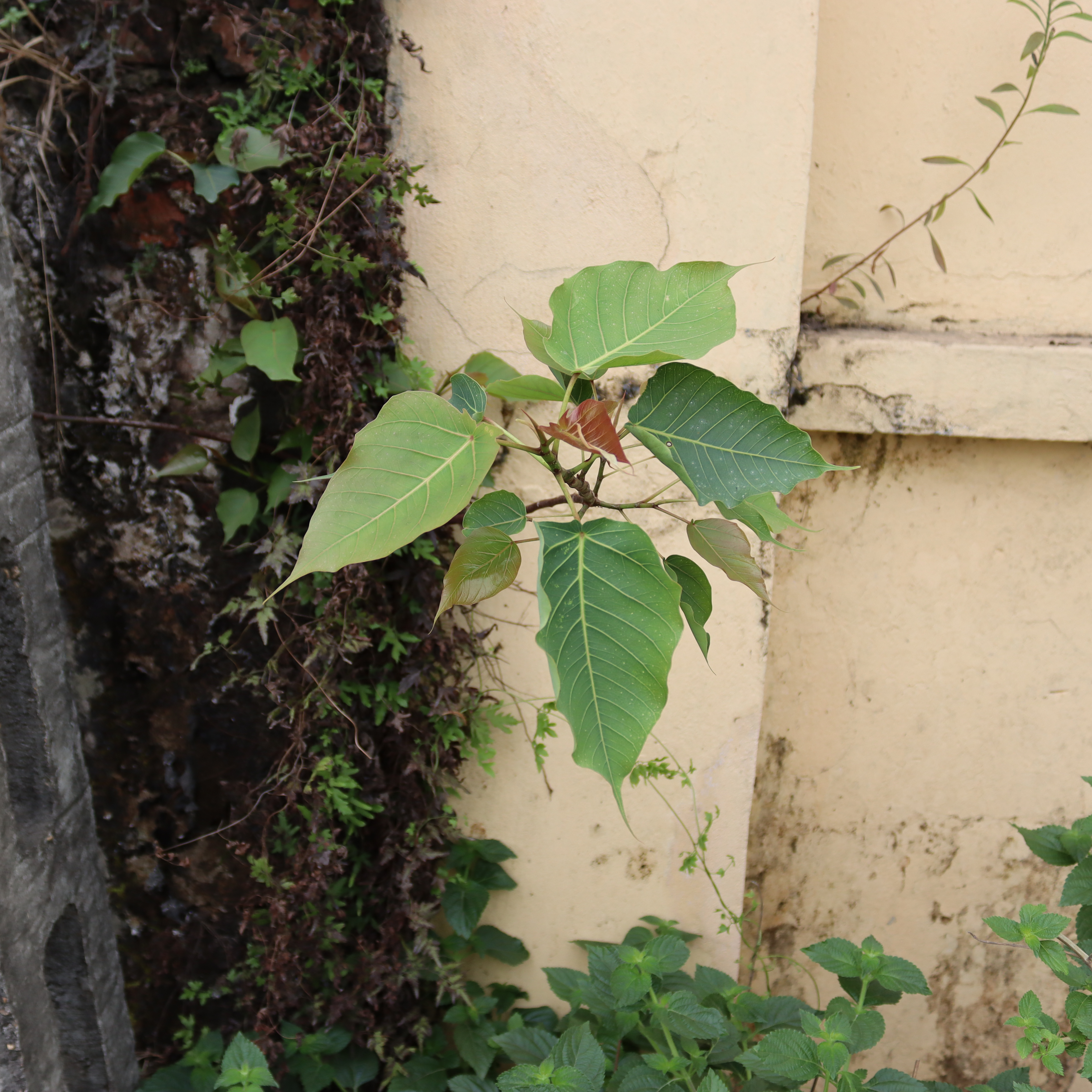
Một nhánh bồ đề bên lề đường
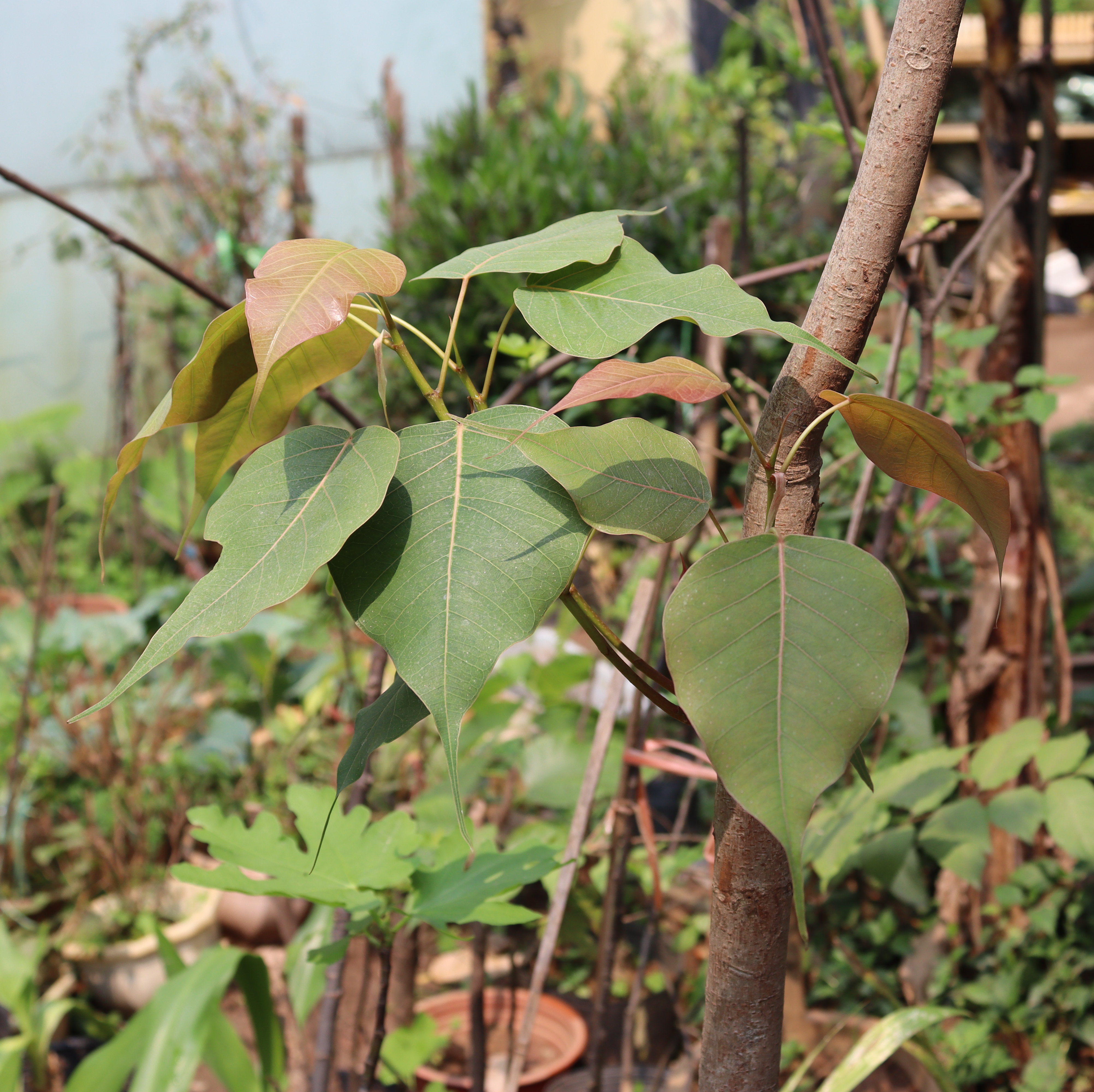
Nhánh cây bồ đề vào buổi sáng